# Udmurți
Udmurții sunt un popor european din familia popoarelor ugrice, vorbitor al limbii udmurte.

## Cultură
Limba udmurtă aparține familiei uralice; prin urmare, udmurții sunt considerați a fi parte a popoarelor ugrice.
Udmurții au o baladă tradițională numită Dorvyzhy. Instrumentele lor muzicale naționale includ titera krez (similar cu guzla rusă) și un instrument de suflat numit chipchirghan.
Un capitol în descrierea franceză de toutes les națiuni de l'Empire de Russie din 1776 este dedicată descrierii poporului udmurt. James George Frazer menționează, de asemenea un rit efectuat de oamenii riturile în cartea sa The Golden Bough.